# Nauze (affluent de la Dordogne)
Pour les articles homonymes, voir Nauze.
La Nauze est un ruisseau français du département de la Dordogne, affluent de rive gauche de la Dordogne.

## Géographie
La Nauze prend sa source en Dordogne vers 200 mètres d'altitude, sur la commune de Mazeyrolles, un kilomètre et demi environ au sud du bourg de Salles-de-Belvès, dans l'espace sylvestre des vestiges du château de Cabirat.
Elle ouvre un val vers la Dordogne. Son cours, long de 17,6 km, fut ponctué d'une trentaine de moulins. Jadis son énergie servit aux moulins à blé et à noix mais aussi à la papeterie dont il reste un bâtiment, bien altéré, au niveau de la Lenotte, en contrebas de Monplaisant.
En limite des communes de Belvès, Larzac et Saint-Amand-de-Belvès, la Nauze est grossie par la Beuze en rive droite. Elle reçoit, au lieu-dit Vaurez de la commune de Belvès le Gril (appelé aussi le Landrou) et le Mamarel. Au niveau du village abbatial de Fongauffier, commune de Sagelat, deux puissantes sources renforcent son débit. À la jonction des communes de Monplaisant et de Siorac-en-Périgord se greffe son affluent le Raunel. Enfin, à un kilomètre de sa confluence, sur la rive droite, la Vallée (dérive de Valech) apporte ses ondes intermittentes.
La Nauze arrose l'extrémité nord de Mazeyrolles, le pied de Salles-de-Belvès, de Larzac, de Belvès et de Monplaisant et borde le petit bourg de Fongauffier et la commune de Sagelat avant d'atteindre Siorac-en-Périgord, où elle se jette dans la Dordogne, en rive gauche.

## Hydrologie
Le 25 mai 2008, après des pluies diluviennes, la Nauze a débordé, inondant la route départementale 710 et la voie ferrée à Siorac-en-Périgord.

## Risque inondation
À l'intérieur du département de la Dordogne, un plan de prévention du risque inondation (PPRI) a été approuvé en 2011 pour la Dordogne amont incluant la Nauze et ses rives pour les quatre communes de son cours aval (Belvès, Sagelat, Monplaisant et Siorac-en-Périgord),.